# NGC 1659
NGC 1659 je galaksija u zviježđu Eridanu.

## Vanjske poveznice
- SEDS: NGC 1659